# 森理恵
森 理恵（もり りえ、1977年10月13日 - ）は、HBC北海道放送のアナウンサー。本名：岩本（旧姓：森）理恵。

## 来歴
北海道出身。身長157cm、血液型A型。好きな色はターコイズブルー。
北星学園女子高等学校、北海学園大学卒業後、2000年HBC入社。同期入社は、相賀真理子（HBC退社後、フリー→テレビ神奈川→フリー）。
2008年1月24日、北海道日本ハムファイターズ通訳兼広報の岩本賢一と入籍したことを、自身の番組内朝刊さくらい（HBCラジオ）とブログにて発表。2009年3月31日、HBCを退職。2009年4月18日、女児を出産。これを経て、2013年、HBCへ復帰。

## 現在の担当番組

### ラジオ
- 建山義紀の「ほな、ウチおいで!」（2015年4月6日 - ）
- 道新ニュース（不定期）
- HBCニュース（不定期）

## 過去の担当番組

### テレビ
- ビタミンTV（リポーター）
- とことんリサーチ

### ラジオ
- おはよう歌謡曲　月 - 金曜 5:10 - 5:25
- にちようサウンドボックス　日曜 12:00 - 15:00（2008年10月 - ）
- 朝刊さくらい　月 - 金曜 6:30 - 9:00 （2003年3月 - 2004年3月、2007年3月 - 2008年9月、番組内で「歌のない歌謡曲」『松下電器産業単独提供』も担当）